# Casa de Ahmed Ben Taleb
La Casa de Ahmed Ben Taleb fue un edificio Art decó esgrafiado situada en el Ensanche Modernista, en la plaza de los Pescadores, en el número 1 de la calle Jardines de la ciudad española de Melilla que formó parte del Conjunto Histórico Artístico de la Ciudad de Melilla, un Bien de Interés Cultural.

## Historia
Fue construido en 1933 según diseño del arquitecto Enrique Nieto para Ahmed Ben Taleb.
Fue derribado en fechas recientes, siendo sustituido por el Edificio KOKNOOR, un nuevo inmueble inspirado en el anterior.   

## Descripción
Estaba construido con paredes de mampostería de piedra local y ladrillo macizo,  bovedillas del mismo ladrillo para los techos y vigas de hierro para la cubierta a dos aguas.  Consta de planta baja, principal, dos más más los cuartillo de la azotea, retranqueados. Sus fachadas están compuestas por un bajo sin decoración, con grandes ménsulas que sustentan miradores de madera que recorren todas las plantas en cada fachada, de gran tamaño en la principal, la de la calle Jardines, flanqueado por un balcón a cada lado y de menor tamaño tamaño el de la esquina y la de la calle Santiago, flanqueado por dos balcones a cada lado. Estos balcones dan a vanos de arcos planos enmarcados y pintados en verde sobre unos paños estucado al fuego en tonos azules que ocupan todo la fachada, con decoraciones esquemáticas, en series repetitivos de dibujos y geomeotricos Art  decó lineales con una graciosa composición. Todo el edificio remata con una crestería gótica.